# Sân bay Sa Đê Phật Sơn
Sân bay Sa Đê Phật Sơn là một sân bay tại Phật Sơn, tỉnh Quảng Đông, Trung Quốc.
Đây cũng là căn cứ không quân.